# Kugelspiegel
Ein Kugelspiegel ist ein sphärisch geschliffener Reflektor aus Glas, Keramik, Metall oder ähnlichen Werkstoffen. Als Keramik- oder Glasspiegel ist er relativ leicht herzustellen – siehe Spiegelschleifen – und wird in Form des Hohlspiegels beispielsweise für kleine Spiegelfernrohre oder für Rasierspiegel verwendet. Als verkleinernden Konvexspiegel findet man ihn als Verkehrsspiegel oder als Rückspiegel von Autos.
Wie die geometrische Optik zeigt, hat ein Kugelspiegel im Allgemeinen starke Abbildungsfehler. Sie verschwinden nur für Reflexionen aus dem Kugelmittelpunkt, wohin die Lichtstrahlen wieder zurückkehren. Der Brennpunkt für parallel einfallende Strahlen – also ebene Wellen aus dem Unendlichen – liegt hingegen etwa beim halben Kugelradius.
Sollen ebene Wellen exakt abgebildet werden, darf der Reflektor nicht sphärisch geschliffen sein, sondern in Form eines Paraboloids. Dessen Herstellung ist aber wesentlich komplizierter. Unbedingt erforderlich sind solche Parabolspiegel für astronomische Spiegelteleskope ab einer gewissen Größe (zumindest beim sogenannten Achtzöller) bzw. Lichtstärke (wie bei guten Scheinwerfern).